# Lijst van Belgische adelsverheffingen 2009
Personen die in 2009 in de Belgische adel werden opgenomen of een adellijke titel verwierven.

## Graaf
- Baron Georges Jacobs de Hagen (1940- ), de titel graaf voor hem en al zijn afstammelingen, met overdracht via de mannelijke nazaten.

## Baron
- Arthur Bodson (1932- ), hoogleraar, rector Luik, erfelijke adel en de persoonlijke titel baron.
- Guy Burton (1948-2014), CEO Ethias, erfelijke adel en persoonlijke titel baron.
- Jean-Claude Daoust (1948- ), erfelijke adel en persoonlijke titel baron.
- Ridder Jean-Pierre De Bandt (1934- ), de persoonlijke titel baron.
- Baron Bernard de Gerlache de Gomery (1948- ): uitbreiding van zijn titel op al zijn afstammelingen en door hen overdraagbaar via de mannelijke afstammelingen.
- Jonkheer Jean-Louis de Gerlache de Gomery (1949- ), de titel baron, overdraagbaar op al zijn afstammelingen en door hen overdraagbaar via de mannelijke afstammelingen.
- Jonkheer François de Gerlache de Gommery (1961- ), de titel baron, overdraagbaar op al hun afstammelingen en door hen overdraagbaar via de mannelijke afstammelingen.
- Andreas De Leenheer (1941-2022), rector, hoogleraar, erfelijke adel en persoonlijke titel baron.
- Roland D'Ieteren (1942-2020), erfelijke adel en persoonlijke titel baron.
- Francis Van Loon (1949- ), rector en hoogleraar, erfelijke adel en persoonlijke titel baron.
- Jonkheer Philippe Vlerick (1955- ), de persoonlijke titel baron.

## Barones
- Lutgart Van den Berghe, hoogleraar, persoonlijke adel en titel barones, met erfelijke adel voor de kinderen uit haar huwelijk met Alain Vervaet.
- Henriane de Gerlache (1956- ), de persoonlijke titel barone.
- Hélène de Gerlache (1963- ), de persoonlijke titel barones

## Ridder
- Paul Dujardin (1963- ), erfelijke adel en de persoonlijke titel ridder.
- Guy Hufkens (1939- ), erfelijke adel en de persoonlijke titel ridder.
- Livin Missir Mamachi di Lusignano (1931- ), erfelijke adel en persoonlijke titel ridder.
- Yves Noël (1951- ), erfelijke adel en persoonlijke titel ridder.
- Marc Waelkens (1948- ), hoogleraar, persoonlijke adel en titel van ridder.

## Bron
- Adellijke gunsten, persbericht van 10 juli 2009 door FOD Buitenlandze Zaken.